# Lebiasínids

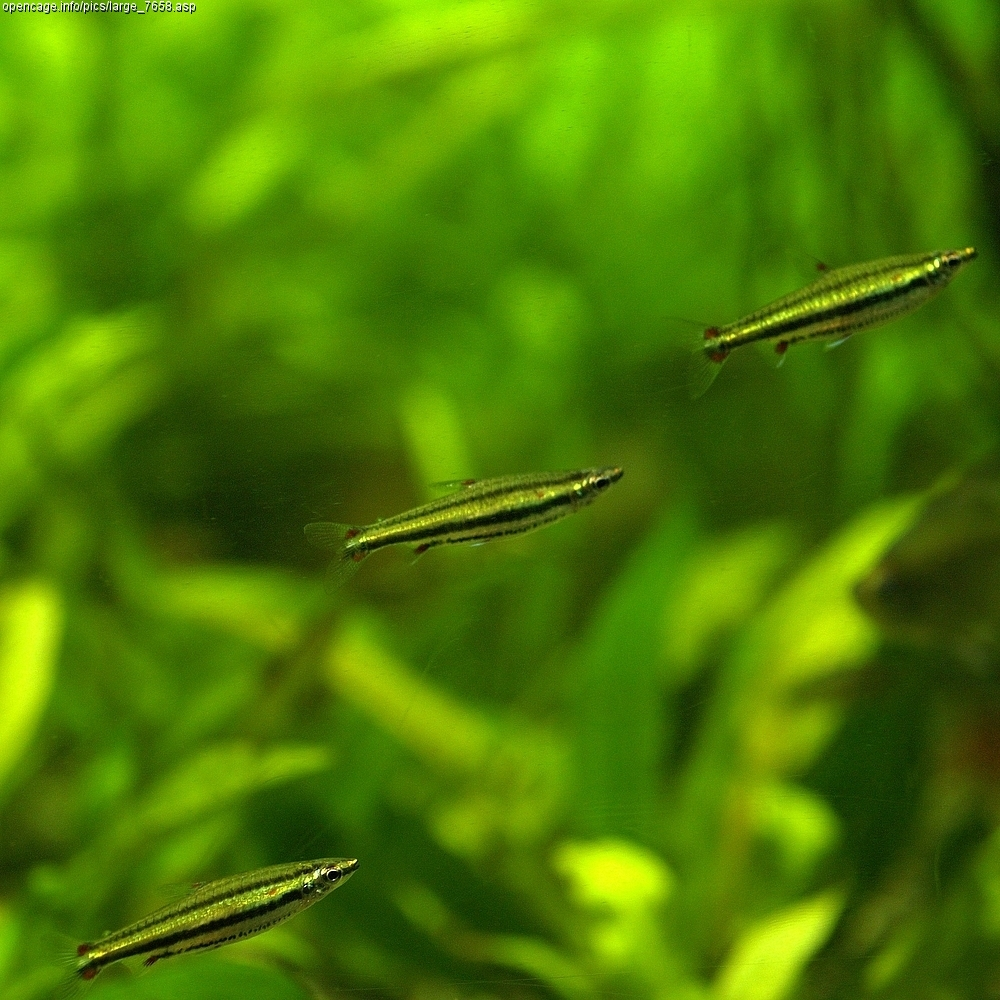
Nannostomus trifasciatus

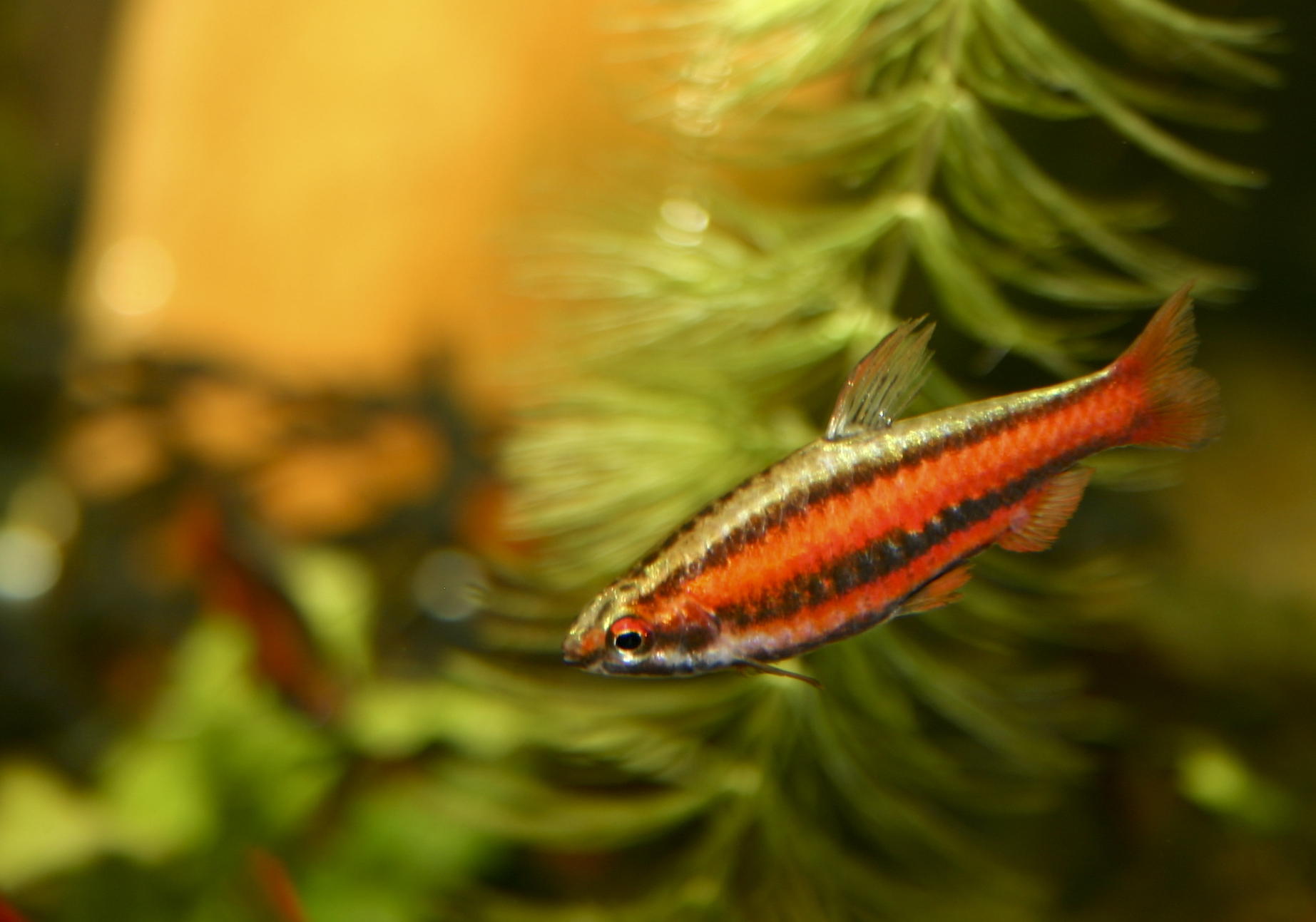
Nannostomus mortenthaleri

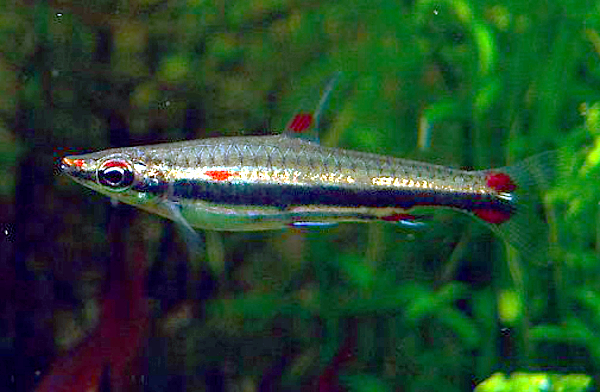
Nannostomus harrisoni

Els lebiasínids (Lebiasinidae) són una família de peixos teleostis d'aigua dolça i de l'ordre dels caraciformes.

## Morfologia
- Són petits (segons l'espècie, entre 2-7 cm) i de forma cilíndrica.[1]

## Alimentació
Mengen larves d'insectes, en especial les dels mosquits.

## Distribució geogràfica
Es troba a Amèrica: des de Costa Rica i Panamà fins a tots els països de Sud-amèrica (llevat de Xile), incloent-hi llacs de gran altitud als Andes i a Centreamèrica, i les conques dels rius Orinoco, Amazones i Paraguai.

## Gèneres i espècies
- Copeina (Fowler, 1906)[3]
  - Copeina guttata (Steindachner, 1876)
  - Copeina osgoodi (Eigenmann, 1922)
- Copella (Myers, 1956)[4]
  - Copella arnoldi (Regan, 1912)
  - Copella carsevennensis (Regan, 1912)
  - Copella compta (Myers, 1927)
  - Copella eigenmanni (Regan, 1912)
  - Copella metae (Eigenmann, 1914)
  - Copella nattereri (Steindachner, 1876)
  - Copella nigrofasciata (Meinken, 1952)
  - Copella vilmae (Géry, 1963)
- Derhamia (Géry & Zarske, 2002)[5]
  - Derhamia hoffmannorum (Géry & Zarske, 2002)
- Lebiasina (Valenciennes, 1847)[6]
  - Lebiasina bimaculata (Valenciennes, 1847)
  - Lebiasina chucuriensis (Ardila Rodríguez, 2001)
  - Lebiasina floridablancaensis (Ardila Rodríguez, 1994)
  - Lebiasina intermedia (Meinken, 1936)
  - Lebiasina multimaculata (Boulenger, 1911)
  - Lebiasina narinensis (Ardila Rodríguez, 2002)
  - Lebiasina provenzanoi (Ardila Rodríguez, 1999)
  - Lebiasina uruyensis (Fernández-Yépez, 1967)
  - Lebiasina yuruaniensis (Ardila Rodríguez, 2000)
- Nannostomus (Günther, 1872)[7]
  - Nannostomus anduzei (Fernández & Weitzman, 1987)[8]
  - Nannostomus beckfordi (Günther, 1872)[9]
  - Nannostomus bifasciatus (Hoedeman, 1954)[10]
  - Nannostomus britskii (Weitzman, 1978)[11]
  - Nannostomus digrammus (Fowler, 1913)[12]
  - Nannostomus eques (Steindachner, 1876)[13]
  - Nannostomus espei (Meinken, 1956)[14]
  - Nannostomus harrisoni (Eigenmann, 1909)[15]
  - Nannostomus limatus (Weitzman, 1978)[11]
  - Nannostomus marginatus (Eigenmann, 1909)[15]
  - Nannostomus marilynae (Weitzman & Cobb, 1975)[16]
  - Nannostomus minimus (Eigenmann, 1909)[15]
  - Nannostomus mortenthaleri (Paepke & Arendt, 2001)[17]
  - Nannostomus nitidus (Weitzman, 1978)[11]
  - Nannostomus rubrocaudatus (Zarske, 2009)[18]
  - Nannostomus trifasciatus (Steindachner, 1876)[19]
  - Nannostomus unifasciatus (Steindachner, 1876)[20]
- Piabucina (Valenciennes, 1850)[21]
  - Piabucina astrigata (Regan, 1903)
  - Piabucina aureoguttata (Fowler, 1911)
  - Piabucina boruca (Bussing, 1967)
  - Piabucina elongata (Boulenger, 1887)
  - Piabucina erythrinoides (Valenciennes, 1849)
  - Piabucina festae (Boulenger, 1899)
  - Piabucina panamensis (Gill, 1877)
  - Piabucina pleurotaenia (Regan, 1903)
  - Piabucina unitaeniata (Günther, 1864)
- Pyrrhulina (Valenciennes, 1846)[22]
  - Pyrrhulina australis (Eigenmann & Kennedy, 1903)
  - Pyrrhulina beni (Pearson, 1924)
  - Pyrrhulina brevis (Steindachner, 1876)
  - Pyrrhulina eleanorae (Fowler, 1940)
  - Pyrrhulina elongata (Zarske & Géry, 2001)
  - Pyrrhulina filamentosa (Valenciennes, 1847)
  - Pyrrhulina laeta (Cope, 1872)
  - Pyrrhulina lugubris (Eigenmann, 1922)
  - Pyrrhulina macrolepis (Ahl & Schindler, 1937)
  - Pyrrhulina maxima (Eigenmann & Eigenmann, 1889)
  - Pyrrhulina melanostoma (Cope, 1870)
  - Pyrrhulina obermulleri (Myers, 1926)
  - Pyrrhulina rachoviana (Myers, 1926)
  - Pyrrhulina semifasciata (Steindachner, 1876)
  - Pyrrhulina spilota (Weitzman, 1960)
  - Pyrrhulina stoli (Boeseman, 1953)
  - Pyrrhulina vittata (Regan, 1912)
  - Pyrrhulina zigzag (Zarske & Géry, 1997)[23][24][25][26][27]

## Observacions
Moltes de les seues espècies (especialment, les del gènere Nannostomus) són populars com a peixos d'aquari.